# قاضی‌ده (افغانستان)
قاضی‌ده (به لاتین: Qazi Deh) یک منطقهٔ مسکونی در افغانستان است که در ولایت بدخشان واقع شده‌است.